# Pro Bowl 1984
Match précédent Match suivant
Le AFC-NFC Pro Bowl 1984 est le Match des étoiles de football américain de la National Football League pour la saison 1983. Il se joue au Aloha Stadium d'Honolulu le 29 janvier 1984 entre les meilleurs joueurs des deux conférences de la NFL, la National Football Conference et l'American Football Conference. La rencontre est remportée sur le score de 45 à 3 par l'équipe représentant la National Football Conference.